# Cléber Eduardo Arado
Cléber Eduardo Arado, noto semplicemente come Cléber (São José do Rio Preto, 11 ottobre 1972 – Curitiba, 2 gennaio 2021), è stato un calciatore brasiliano, di ruolo attaccante.

## Biografia
Morì nel gennaio 2021 a 48 anni a causa del COVID-19 contratto durante la pandemia del 2020-2021, dopo 34 giorni di ricovero in ospedale.